# Ekslibris

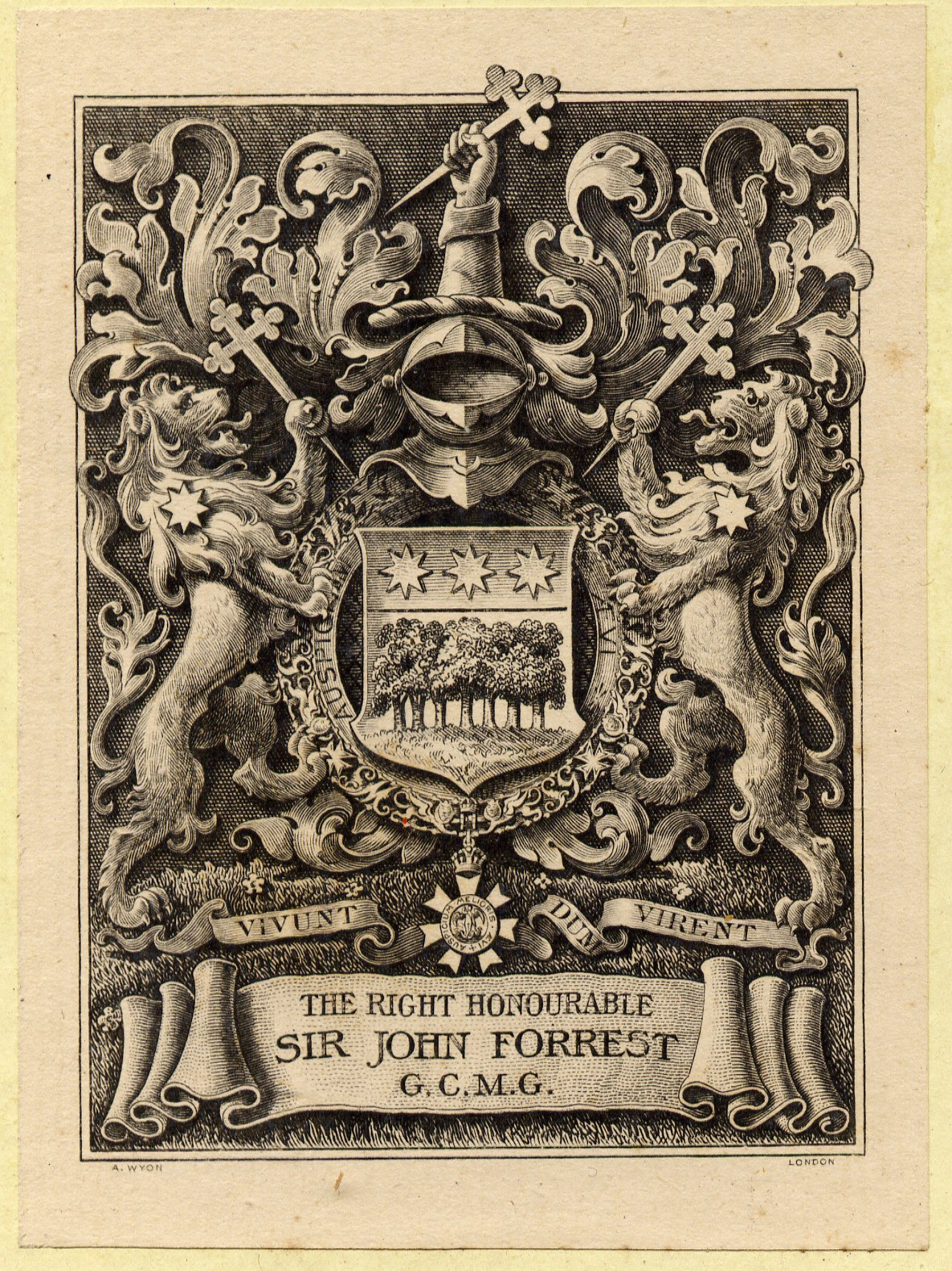
Ekslibris Johna Forresta

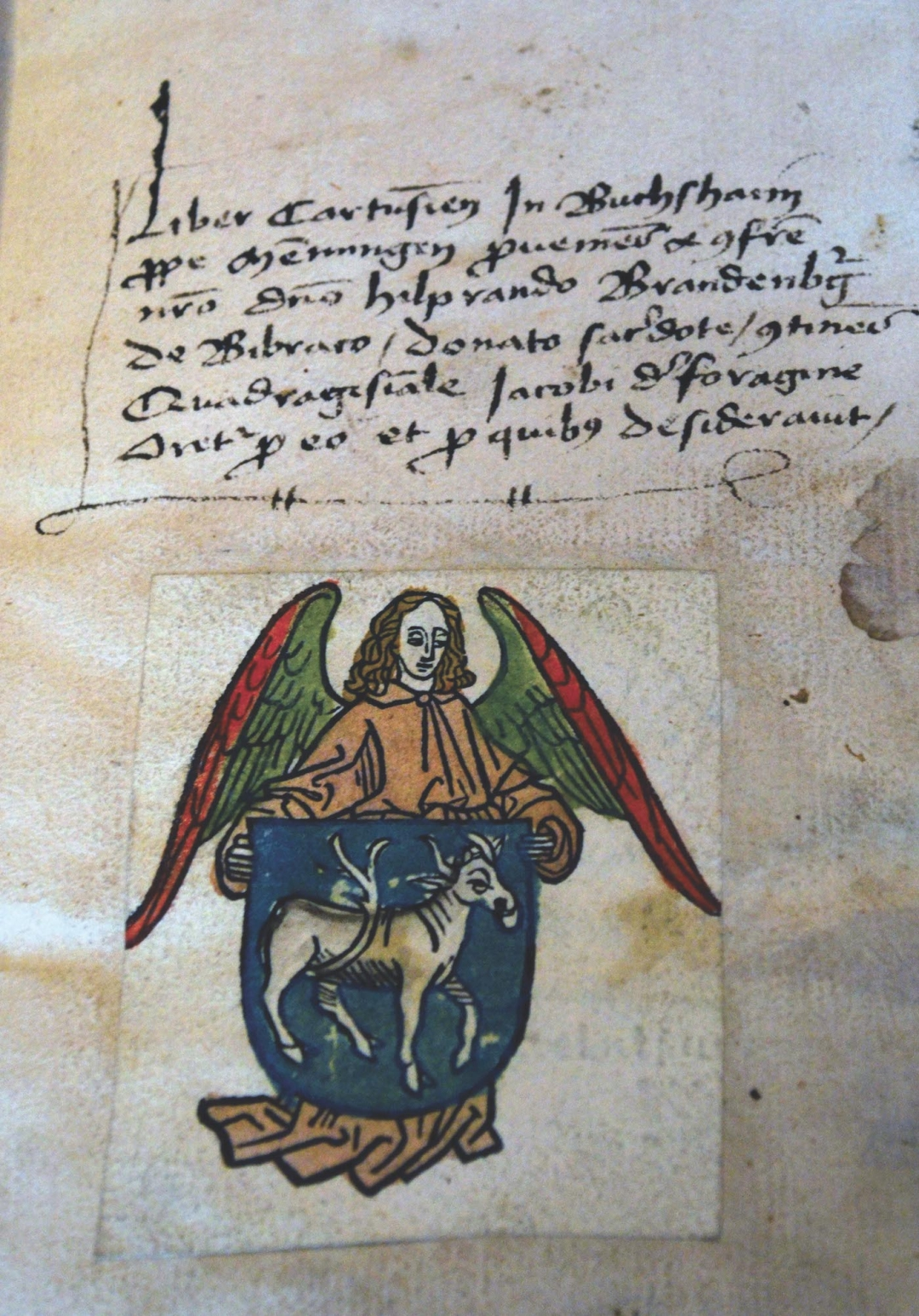
Ekslibris Hildebranda Brandenburga z Biberach, drzeworyt, odbitka czarnym tuszem, ręcznie kolorowana na papierze (Niemcy, 1480 r.) Znajduje się w Sermones quadragesimals Jacobusa de Voragine’a (Bopfingen, Württemberg, 1408)

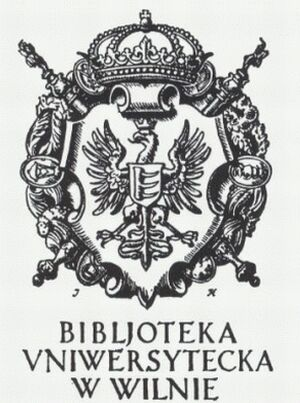
Ekslibris Biblioteki Uniwersyteckiej w Wilnie

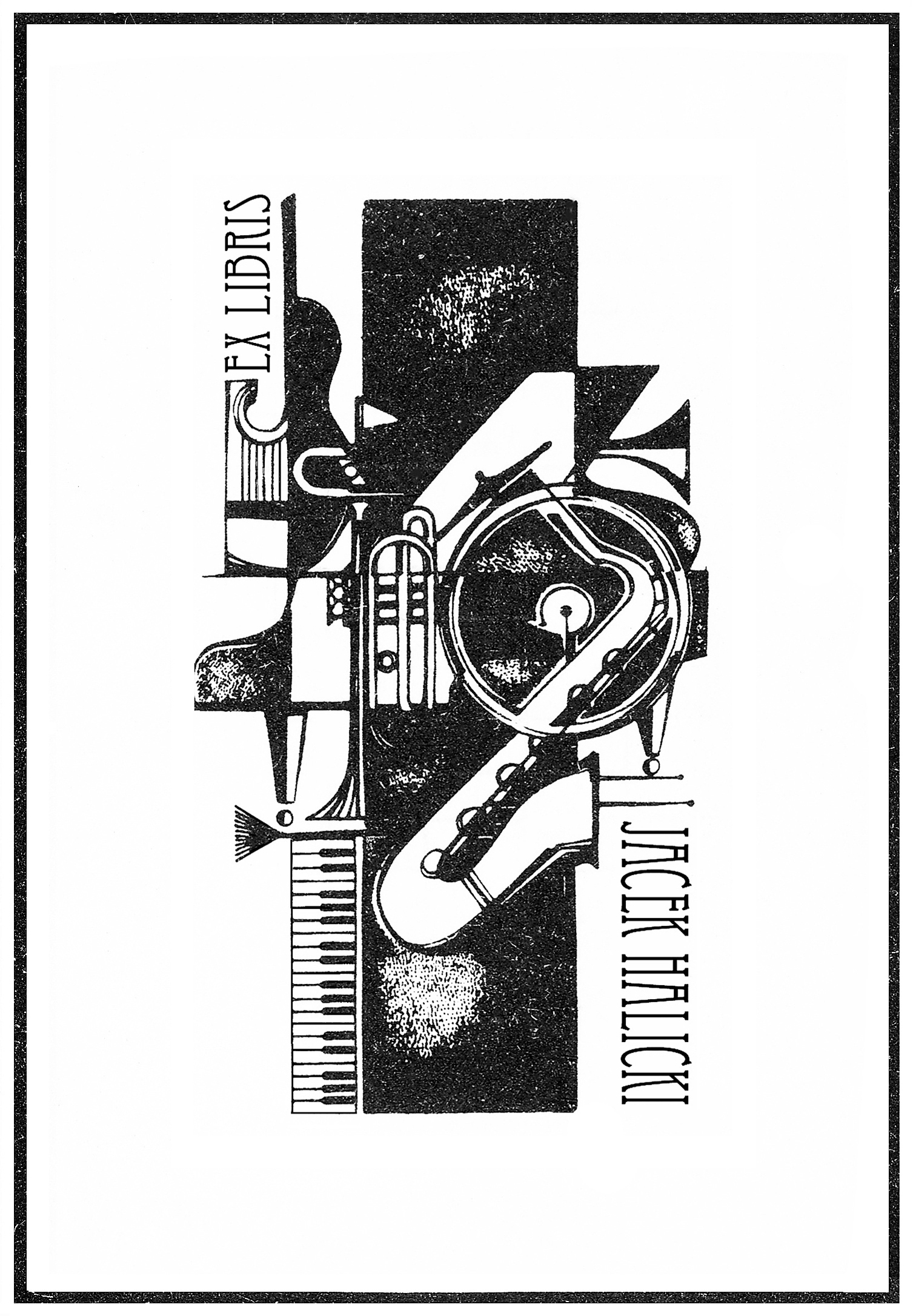
Ekslibris z motywami muzycznymi

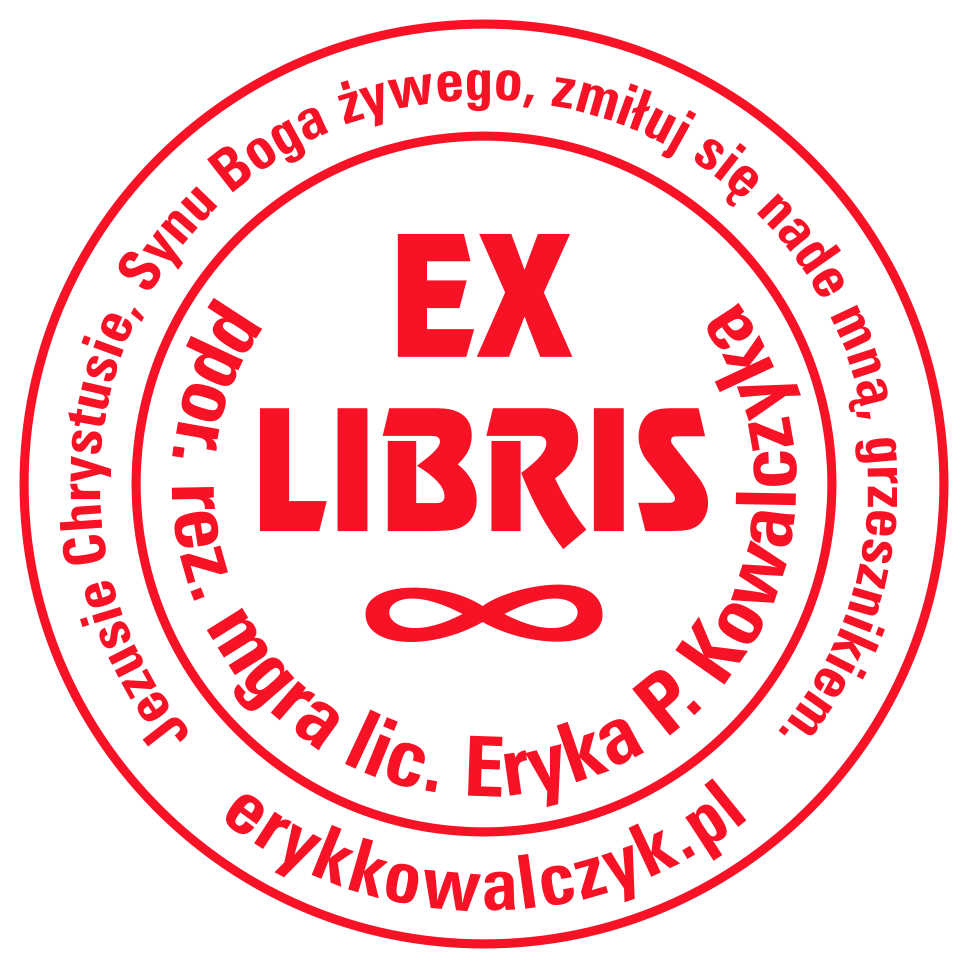
Exlibris współczesny łączący tradycję z nowoczesnością

Ekslibris (łac. ex libris ‘z książek’) – znak własnościowy danego egzemplarza książki, najczęściej ozdobny, wykonany w technice graficznej, z imieniem i nazwiskiem właściciela księgozbioru (lub np. stylizowanymi inicjałami) albo nazwą instytucji. Typowy ekslibris jest małą, zadrukowaną kartką, przyklejoną do wyklejki na przedniej części okładki. W prostszej formie może to być np. pieczątka. Ekslibris pełni funkcje: informacyjną, identyfikacyjną i ochronną, poświadcza, że egzemplarz należy do danej osoby prywatnej lub instytucji. Wskazuje na swojego właściciela symbolem lub motywem np. takim jak: herb, godło, odznaka, motto bądź grafika zamówiona specjalnie na potrzebę danego ekslibrisu. Pełni też funkcję estetyczną.
Projektowanie ekslibrisów jest jedną z dziedzin grafiki artystycznej. Ich tworzeniem zajmowało się wielu znanych grafików, rytowników i typografów. Zbieranie ekslibrisów jest jedną z dziedzin kolekcjonerstwa. Organizowane są również wystawy, nieraz poświęcone wyłącznie tej tematyce.

## Technika
W miarę rozwoju nowych technik artystycznych i drukarskich także forma wykonania ekslibrisów ulegała zmianie. Ekslibris artystycznie wykonany w szlachetnej technice graficznej (drzeworyt, miedzioryt, akwaforta, akwatinta, litografia) podnosi walory artystyczne książki, świadcząc o bibliofilskim stosunku do niej.

## Historia

### Najstarsze przykłady
Najstarsze znane oznaczenia własnościowe na tekstach piśmienniczych pochodzą ze starożytnego Egiptu, z okresu panowania Amenophisa III (1391–1353 p.n.e.)
W swojej współczesnej formie ekslibrisy wyewoluowały z prostych inskrypcji na manuskryptach. Stemple z ekslibrisem były powszechną metodą identyfikacji w bibliotekach powstających w średniowiecznej Europie. Początkowo ekslibrisy nie pełniły funkcji estetycznych, lecz określał tylko właściciela danej książki. Były to proste formy w postaci krótkiej lub długiej notatki właściciela. Najwcześniejsze znane przykłady drukowanych ekslibrisów pochodzą z Niemiec, z XV wieku. Jednym z najlepiej znanych przykładów z tej epoki jest mała, ręcznie kolorowana odbitka drzeworytnicza z około 1480 roku, reprezentująca tarczę herbową podtrzymywaną przez anioła, która była zamieszczana w książkach przekazanych do zakonu kartuzów w Buxheim przez brata Hildebranda Brandenburga z Biberach. Drzeworyt, podobnie jak inne zdobienia stosowane w średniowiecznych manuskryptach, jest ręcznie malowany.

### Polska
Początkowo europejskie ekslibrisy zawierały herby rodowe, emblematy świadczące o przynależności do danego rodu. Do najbardziej charakterystycznych herbów należały m.in.: Borgia, Szeliga, Ciołek czy Jastrzębiec. Pierwszy ekslibris w Polsce pochodzi z XVI wieku. Wykonano go w technice drzeworytniczej dla Macieja Drzewickiego, biskupa włocławskiego, herbu Ciołek. Z czasem instytucje takie jak Biblioteka Rady Miejskiej w Gdańsku zaczęły tworzyć własne oznaczenia. To uczyniło ją pierwszą polską instytucją z ekslibrisem. Było to XVI wieczne dzieło spod ręki norymberskiego rytownika Jonasza Silbera.
W miarę powstawania osobistych księgozbiorów wzrastało zapotrzebowanie na prywatny ekslibris. Zwłaszcza w okresie Młodej Polski zauważyć można rozwój formy artystycznej ekslibrisu z charakterystycznymi dla tej epoki zdobieniami odwołującymi się do polskiej sztuki ludowej, ornamentyki i symboliki nawiązującej do rozwijającej się wtedy sztuki narodowej. Przedstawiciele wielu profesji jak artyści, pisarze, literaci, politycy, historycy itp. zaczęli posługiwać się ekslibrisem odwołującym się do ich dyscypliny zawodowej. Wśród znanych twórców zajmujących się ekslibrisem można wymienić Stanisława Wyspiańskiego, Stanisława Ignacego Witkiewicza czy Józefa Mehoffera.
W Polsce ukazywał się periodyk Ex Bibliotheca dla grafików i kolekcjonerów ekslibrisu. Funkcjonował w latach 1999–2009 i w ciągu 10 lat istnienia wydano 20 numerów magazynu. Zamieszczano w nim treści naukowe oraz informacyjne na temat przeróżnych ekslibrisów polskich artystów.